# František Seraf. Hrádek
Mons. ThDr. František Seraf. Hrádek (1. října 1833, Neveklov – 8. června 1903, Praha) byl český římskokatolický kněz, kanovník a děkan Metropolitní kapituly u sv. Víta v Praze.

## Život
Narodil se 1. října 1833 v Neveklově v rodině Ignáce Hrádka (1809–1901) a jeho manželky Barbory.
Po studiu teologie byl 2. srpna 1857 vysvěcen na kněze. Začal působit jako kooperátor farnosti na Kladně, kterým byl až do roku 1858, kdy se stal adjunktem teologické fakulty v Praze. Od roku 1860 byl zastupujícím katechetou gymnázia na Starém Městě a o rok později byl zvolen oficiálním katechetou. V listopadu 1962 se stal vicerektorem pražského kněžského semináře. Roku 1866 získal doktorát z teologie a titul docenta pastýřského bohosloví.
Od roku 1868 byl jmenován protosynodálním zkoušejícím a o dva roky později děkanem kolegia doktorů teologie.
Dne 1. května 1874 byl zvolen kanovníkem Metropolitní kapituly u sv. Víta v Praze, kde byl 17. května stejného roku instalován. Mezi funkce, které zastával jako kanovník, patřilo dále: děkan kostela svatého Apolináře (1883), canonicus senior (1890), canonicus cantor (1890), canonicus custos (1891), praelatus scholasticus (1891) a praelatus archidiaconus (1891). Dne 24. října 1898 jej kapitula zvolila děkanem kapituly.
Dne 6. srpna 1874 se stal konzistorním radou a o deset let později, dne 16. června 1884, kancléřem arcibiskupské konzistoře. Od 25. listopadu 1891 zastával funkci generálního vikáře a oficiála arcibiskupa Františka Schönborna.
Dne 25. dubna 1892 mu papež Lev XIII. udělil titul apoštolského protonotáře.
Dne 2. prosince 1898 byl jmenován komturem řádu svatého Františka (commendator c. r. ordinis Francisci Josephi cum stella).
Zemřel 8. června 1903 v Praze a byl pohřben na břevnovském hřbitově.